# عمون هينيسي
عمون أشفورد هينيسي (بالإنجليزية: Ammon Hennacy)‏ (24 يوليو 1893 - 14 يناير 1970) هو مسيحي أمريكي مناهض للعنف، وأناركي، وناشط اجتماعي، وعضو في حركة العمال الكاثوليكيين، والاتحاد العالمي للعمال الصناعيين. أسس منزل جو هيل للضيافة في سولت ليك سيتي بولاية يوتا، ومارس المقاومة الضريبية. 

## السيرة الذاتية
ولد هينيسي في نيغلي بولاية أوهايو، لأبويه الكويكرز بنجامين فرانكين هينيسي، وإليزا يونيس فيتز راندولف، ونشأ كمنتمٍ إلى الكنيسة المعمدانية. درس في ثلاث مؤسسات مختلفة، (سنة في كل واحدة): كلية حيرام في ولاية أوهايو في عام 1913، وجامعة ويسكونسن ماديسون في عام 1914، وجامعة ولاية أوهايو في عام 1915. خلال هذا الوقت كان هينيسي عضوًا يحمل بطاقة الحزب الاشتراكي الأمريكي، وقال إنه «أخذ تدريبات عسكرية من أجل معرفة كيفية قتل الرأسماليين». كان أيضًا سكرتير الجمعية الاشتراكية للكليات التابعة لكلية حيرام. مع اندلاع الحرب العالمية الأولى، سُجن هيناسي لمدة عامين في أتلانتا بولاية جورجيا لمقاومته التجنيد الإجباري. كان الكتاب الوحيد المسموح به في السجن هو الكتاب المقدس. ألهمه هذا إلى الابتعاد جذريًا عن معتقداته السابقة؛ إذ أصبح مسالمًا مسيحيًا، وأناركيًا مسيحيًا. قاد إضرابا عن الطعام وعوقب لمدة ثمانية أشهر من الحبس الانفرادي. اعتقد هينيسي أن الالتزام بالمسيحية يتطلب أن يكون مسالمًا، ولأن الحكومات تهدد باستمرار، أو تستخدم القوة لفض النزاعات، فإن هذا يعني أنه يجب أن تكون أناركيًا.
في عام 1919 تزوج هينيسي زوجته الأولى سلمى ميلمز بموجب القانون العام. في مايو 1920، تخرج هينيسي من كلية راند للعلوم الاجتماعية الاشتراكية. في عام 1921، تجول هينيسي وميلمز داخل الولايات المتحدة مروراً بجميع الولايات المتجاورة البالغ عددها 48 ولاية. استقر في عام 1925، واشترى مزرعة وركز على تربية طفليه. في عام 1931، بدأ العمل الاجتماعي في ميلووكي ونظم واحدة من أولى نقابات العمال الاجتماعية. لقد رفض استخدام القوة أو الدفاع عن النفس حتى لو هُدد أثناء عمله، مفضلًا بدلاً من ذلك استخدام أسلوب عدم المقاومة. رفض أيضًا خلال هذا الوقت الاشتراك في الحرب العالمية الثانية وأعلن أنه لن يدفع ضرائبه. كما أنه خفض احتمالية تعرضه للضرائب عن طريق اتباع أسلوب حياة بسيط. بين عامي 1942 و1953، عمل هينيسي كعامل مزرعة مهاجر في جنوب غرب الولايات المتحدة.
في عام 1952، عُمد ككاثوليكي من قبل الأب ماريون كيسي في كنيسة القديس أناستازيا مع دوروثي داي كعرابته. انتقل هينيسي إلى مدينة نيويورك في عام 1953، وأصبح المحرر المساعد لدورية العامل الكاثوليكي. شارك هينيسي في العديد من الاعتصامات أثناء وجوده في نيويورك. كما رفض بشكل غير قانوني المشاركة في مناورات الغارات الجوية السنوية لمدينة نيويورك، واعتصم بسبب الاستعدادات الحربية للجنة الطاقة الذرية في لاس فيغاس، وكيب كينيدي، وواشنطن العاصمة، وأوماها. في عام 1958، صام هينيسي لمدة 40 يومًا احتجاجًا على اختبار الأسلحة النووية.
في عام 1961، انتقل هينيسي إلى يوتا وأسس منزل جو هيل للضيافة في سولت ليك سيتي. أثناء تواجده في ولاية يوتا، صام هينيسي واعتصم احتجاجًا على عقوبة الإعدام واستخدام الضرائب في الحرب. بعد طلاقه من سيلما في عام 1964، تزوج هينيسي من زوجته الثانية جوان توماس في عام 1965. وفي نفس العام، غادر الكنيسة الكاثوليكية الرومانية، على الرغم من أنه استمر في تسمية نفسه «مسيحي بلا كنيسة». كتب عن أسباب مغادرته، وأفكاره عن الكاثوليكية، والتي شملت اعتقاده بأن «بولس أفسد رسالة المسيح». نُشرت هذه المقالة وغيرها في كتابه «عمون» الصادر في عام 1965، والذي أشيد به بسبب «تميزه بالبصيرة والحكمة»، ولكنه انتُقد بسبب أسلوبه المتجهم.

## روابط خارجية
- عمون هينيسي على موقع IMDb (الإنجليزية)